# Nymphalis emma
Nymphalis emma är en fjärilsart som beskrevs av Christian Friedrich Stephan 1923. Nymphalis emma ingår i släktet Nymphalis och familjen praktfjärilar. Inga underarter finns listade i Catalogue of Life.